# Ottenhain (Frohburg)
Ottenhain, auch Neuottenhain genannt, ist ein Ortsteil der Stadt Frohburg im sächsischen Landkreis Leipzig. Er wurde am 1. Januar 1934 nach Tautenhain eingemeindet, mit dem er am 1. Januar 1994 zur Gemeinde Eulatal und am 1. Januar 2009 zur Stadt Frohburg kam.

## Geographie

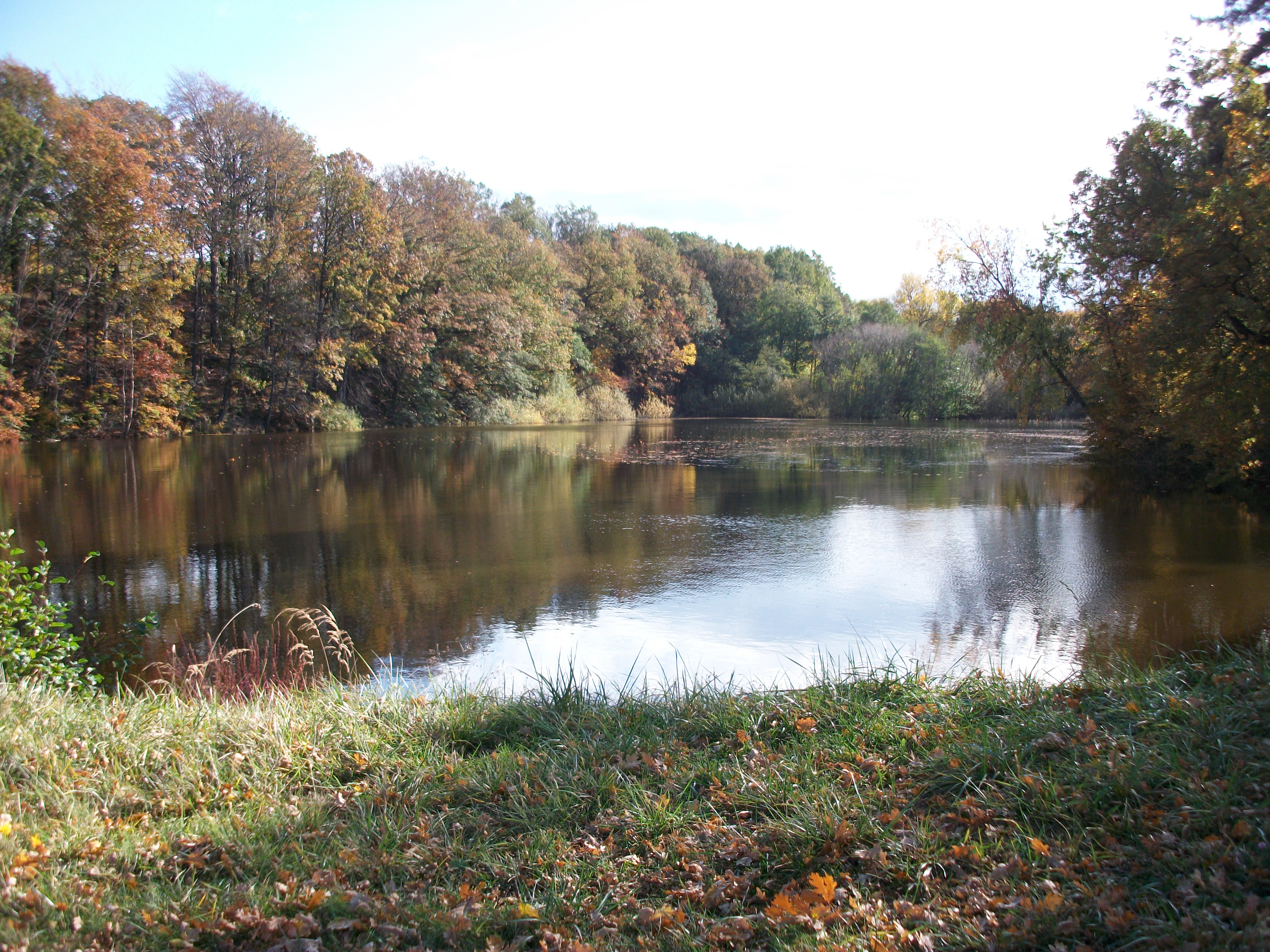
Ottenhain (Frohburg), Mittelteich

### Geografische Lage und Verkehr
Ottenhain befindet sich nördlich der Stadt Geithain am Goldbach, einem Zufluss der Kleinen Eula. Durch den Ort verläuft die Bahnstrecke Leipzig–Geithain, welche einen Haltepunkt im Nachbarort Tautenhain besitzt. Östlich des Orts befindet sich ein größeres Waldgebiet.

### Nachbarorte
| Tautenhain |                                             | Nauenhain      |
|            | Kompassrose, die auf Nachbargemeinden zeigt | Alt-Ottenhain  |
|            | Geithain                                    | Mark Ottenhain |

## Geschichte

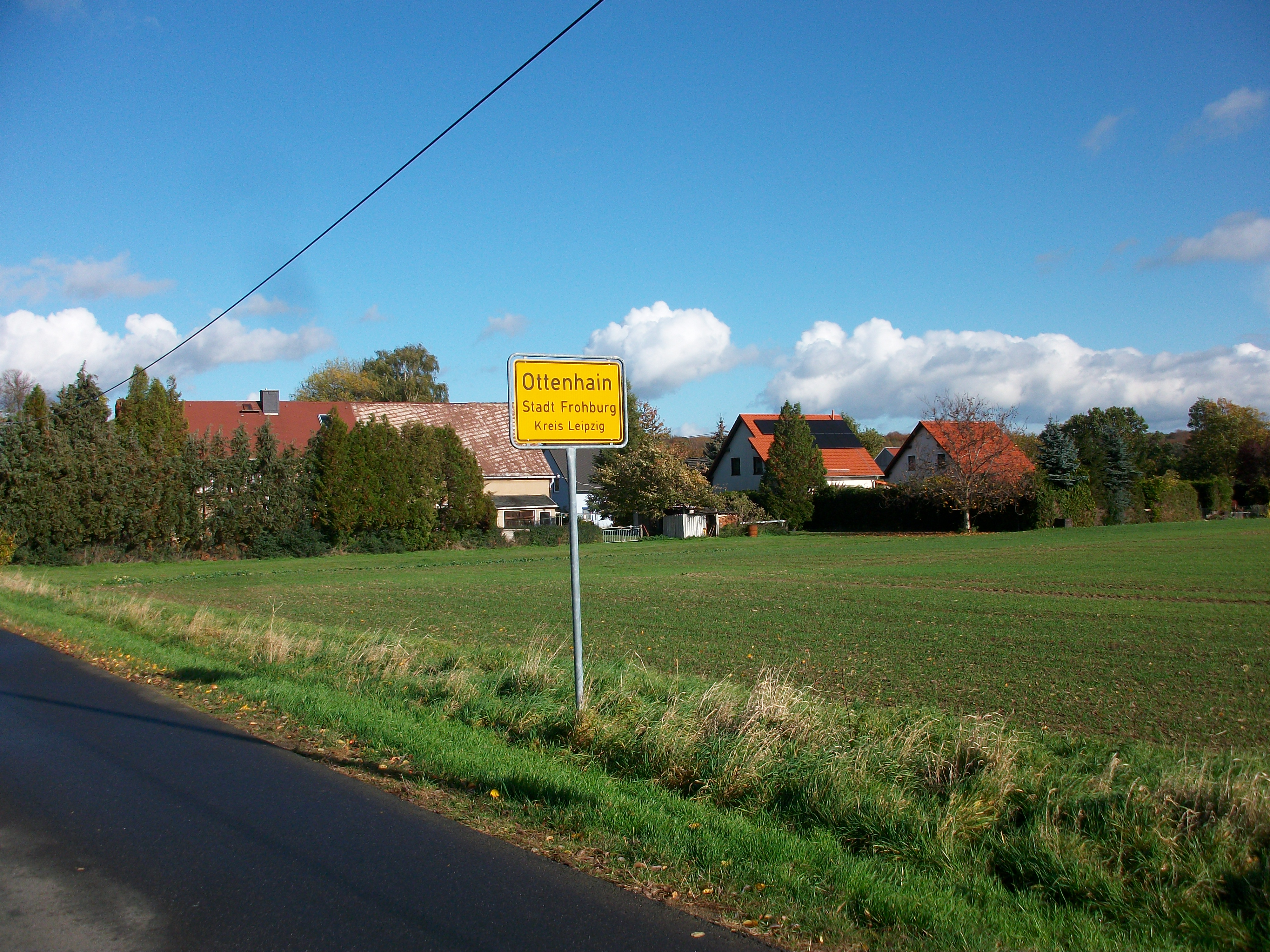
Ottenhain (Frohburg), Ortsansicht

Das wüst gefallene Dorf Mark Ottenhain gehörte um 1551 zum Rittergut Gnandstein. Die Flur der wüsten Mark Ottenhain gehörte um 1791 anteilig zur Stadt Geithain im kursächsischen Amt Rochlitz und zu Tautenhain im kursächsischen Amt Colditz. Im 18./19. Jahrhundert wurde die wüste Mark Ottenhain wiederbesiedelt. Es entstanden im Westen das Gut bzw. Dorf (Neu-)Ottenhain (anteilig zum Amt Rochlitz und Amt Colditz) und im Osten das Forsthaus Altottenhain (zum Amt Borna). Die sich südlich dieser Orte gebildete Siedlung Mark Ottenhain galt als Vorstadt von Geithain (im Amt Rochlitz), in die sie 1875 eingemeindet wurde.
Ottenhain gehörte 1856 zum Gerichtsamt Geithain und 1875 zur Amtshauptmannschaft Borna. 1934 wurde es nach Tautenhain eingemeindet. Bei der zweiten Kreisreform der DDR im Jahr 1952 wurde (Neu-)Ottenhain als Ortsteil der Gemeinde Tautenhain dem Kreis Geithain im Bezirk Leipzig zugeordnet, der 1994 im Landkreis Leipziger Land und 2008 im Landkreis Leipzig aufging. Über die Eingemeindung von Tautenhain nach Eulatal im Jahr 1994 kam Ottenhain im Jahr 2009 zur Stadt Frohburg.